# Jacob Hagman
Jacob Nicolai Hagman, född 1700 i Kimstads församling, Östergötlands län, död 19 maj 1758 i Mogata församling, Östergötlands län, var en svensk präst.

## Biografi
Jacob Hagman föddes 1700 på Brink i Kimstads församling och var son till en gästgivare. Han blev 1717 student vid Uppsala universitet och senare kollega vid Norrköpings trivialskola. Hagman prästvigdes 1725 och blev pastorsadjunkt i Skällviks församling. År 1730 blev han komminister i S:t Anna församling och 1740 kyrkoherde i Mogata församling. Hagman avled där 1758.

### Familj
Hagman gifte sig första gången 1728 med Brita Wallman. Hon var dotter till kyrkoherden Johan Wallman i Skällviks församling. De fick tillsammans barnen kornetten Nils Hagman, lanthushållaren Johan Hagman, Brita Stina Hagman som gifte sig med komministern Sevenius i Tjällmo församling och Anna Elisabeth Hagman som var gift med kvartermästaren Wallenström och senare ryttmästaren Wallensteen. Hagman gifte sig andra gången med Beata Sevenius som var dotter till kyrkoherden Samuel Sevenius i Tjällmo församling. De fick tillsammans barnen komminister Samuel Hagman i Landeryds församling och Brita Christina Wallman som gifte sig med klockaren Ringqvist i Törnevalla församling.